# Edda Moser
Edda Moser (Frau Kammersängerin) é uma destacada soprano alemã, nascida a 27 de outubro de 1938 em Berlim. Seu pai foi o musicólogo Hans Joachim Moser (quem foi um romancista e compositor destacado). Estudou com Hermann Weissenborn e Gerty König no Conservatório de Berlim.

## Carreira
Realizou a sua estreia como Kate Pinkerton na ópera Madama Butterfly  em 1962 no Berlim Städtische Opera e ao ano seguinte passou a fazer parte do coro da Opera de Würzburgo. Continuou cantando em Viena, Frankfurt, Berlim, Salzburgo, Hamburgo em pequenas companhias de ópera.
Em 1968, estreia no Metropolitan Opera House, no papel de Wellgunde. Nesta casa destacou-se interpretando variados papéis durante 9 anos, entre eles os de Donna Anna no filme de Joseph Losey, Rainha da Noite e Liu.
Capaz de interpretar um extenso repertório, incluindo papéis tanto de dramático-coloratura como lírico spinto numa grande variedade de obras; desempenhando-se amplamente também como concertista. Dona de uma bela voz que pode apreciar nas interpretações de Donna Anna (o qual interpretou 48 vezes, mais que qualquer outra cantor na história), em Liebestod da ópera Tristan e Isolda de Richard Wagner, e vários lieder, especialmente de Robert Schumann e de Johannes Brahms (die Mainacht, Op 43 nº 2).
Moser tem mantido grande actividade durante sua longa carreira, distinguindo-se por actuações e gravações de grande alcance na o âmbito coral, com obras tão variados como a Missa Solemnis de Beethoven (com Leonard Bernstein como director de orquestra) Cantata della Fiava Estrema do compositor Hans Werner Henze (com Leif Segerstam como realizador), e Lieder de Hans Pfitzner. Desde a década de 1980 Edda Moser reduziu a sua actividade no mundo da ópera, no entanto muitas das suas gravações têm sido reeditadas por EMI, BMG, e outras grandes discográficas.

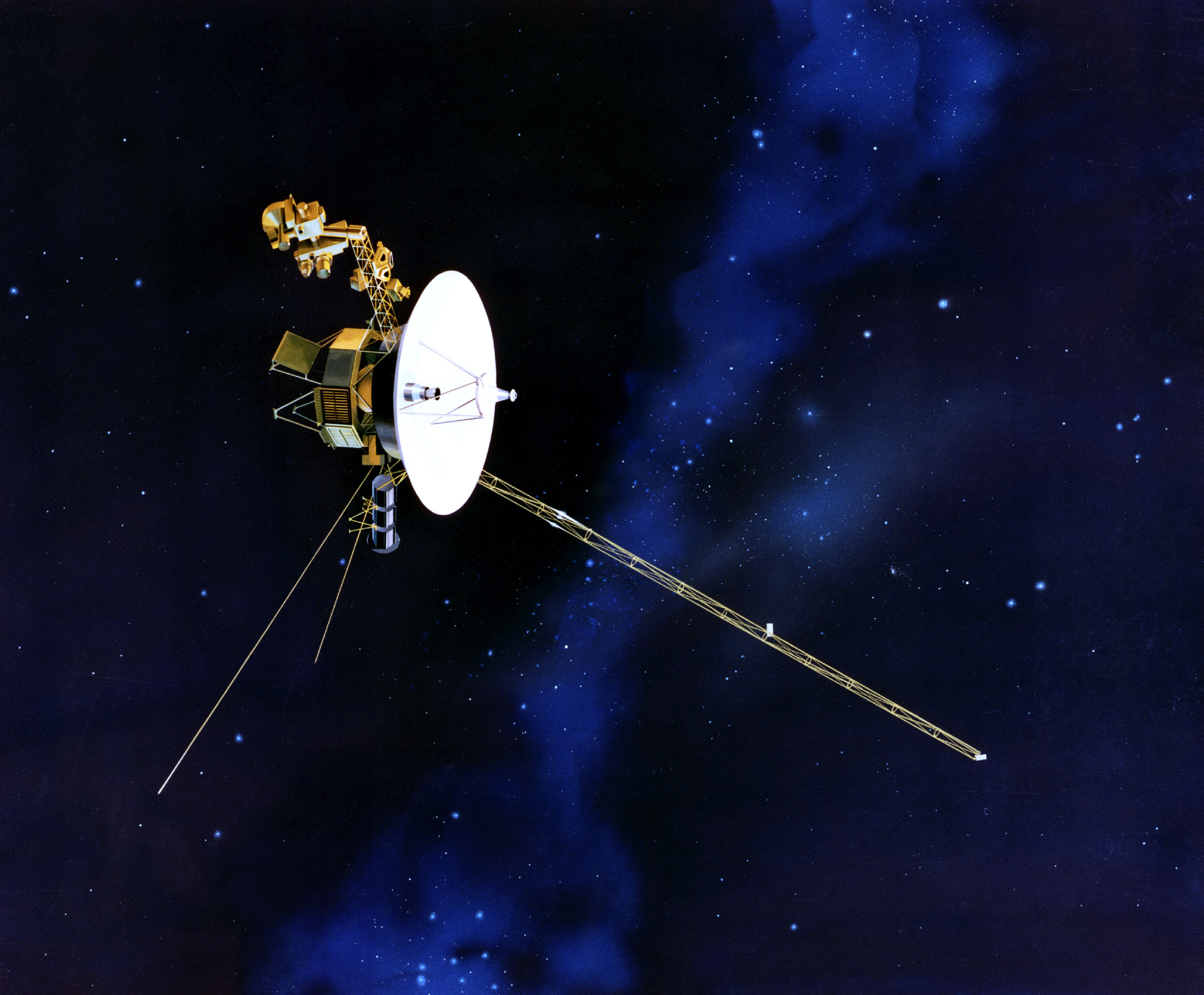
A sonda espacial Voyager, incluiu em seu disco de ouro o ária Der hölle rache. interpretado por Edda Moser.

Após retirar-se da ópera, Edda Moser manteve-se activa como recitalista durante os finais dos anos noventa. Deu vários concertos memoráveis na Alemanha com Ivan Törzs ao piano (Dresden, Semper Opera House 1997, Stadttheater Giessen 1999), com programas que vão desde as composições de Johann Adolph Hasse até Clara Schumann e Richard Strauss. Ela despediu-se em 1999 no Teatro de Cuvilliés, Munique.
Sua voz foi incluída no Disco de Ouro enviado ao espaço em 1977 pela NASA nas sondas espaciais Voyager interpretando o ária "Der Hölle Rache kocht in meinem Herzen da "ópera de Mozart A flauta mágica conduzida por Wolfgang Sawallisch e considerada uma das melhores interpretações desta ária.
Ela actualmente é professora de canto em Hochschule für Musik em Colónia (Alemanha) e está muito implicada na promoção do uso adequado do alemão em lugar do "Denglisch". No ano 2006 fundou o festival anual Festspiel Sprache der Deutschen. Três CD de documentação deste festival têm aparecido até agora em edições da publicação alemã Lübbe.

## Sua voz
A voz de Edda Moser é de uma grande extensão em seu registo, mantendo um frequência natural a entre a3 a um re6, mas com a capacidade de chegar a um Sol6, o que lhe permitiu interpretar uma grande quantidade de papéis que vão desde Isolda na ópera Tristan e Isolda de Richard Wagner até A Rainha da Noite na flauta mágica de Mozart, bem como o ária de concerto Popoli dei Tessaglia também de Mozart, o qual possui a nota mais aguda no repertório clássico (Sol6). Moser possuía ademais um grande domínio da coloratura, incluindo o trino, a messa dei voce e os Staccati.
Pela extensão, cor e potência da sua voz, Edda Moser é considerada como uma Soprano dramática de coloratura com agilidade para os agudos.
Uma boa descrição da voz de Edda Moser podemo-la encontrar no website The legacy of the diva por John Carroll e Limansky Nicholas. De sua análise destacam os seguintes bilhetes:

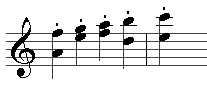
Staccato, uma dos técnicas que domina Edda Moser.

"A voz de Moser era pouco normal, tinha a rica sensação de uma soprano spinto no registo médio e inferior, bem como o timbre e volume de uma soprano ligeira nas notas altas. O impacto que causava Moser ao público se deveu à contrastante elegância vogal de suas notas baixas e de suas emocionante notas altas. A voz de Moser possui uma riqueza e um peso que faz que a maioria das sopranos de coloratura soem como luciérnagas em comparação. Para uma voz de seu tamanho e poder, no entanto, possui uma grande agilidade, variedade e muita delicadeza ".
As gravações que Edda Moser realizou de Mozart tiveram um enorme impacto quando chegou pela primeira vez ao público. Nicholas E. Limansky, numa nota escrita especialmente para esta entrada da Wikipédia, explica por que são tão especiais para ele:
"Há uma incrível intensidade do seu canto e um impulso em sua espectacular interpretação que eu nunca tinha escutado antes no canto das árias da Rainha da noite. Era como se o carácter energético é mal o começo antes de um incêndio de ódio e fúria. A coloratura é limpa, os staccati perfeitos, mas o fogo e a energia em seu canto era os mais impactante. Em comparação com Lucia Popp – uma das rainhas importantes no momento - Moser poderia não coincidir com a clara frescura do registo de Popp, mas Luzia surpreendia por sua fria indiferença à hora de interpretar a Rainha, Moser em mudança enchia os ouvidos do ouvinte com um furioso inferno vocal que se duplica quando cantava a ária adiante da audiência. Ouvir cantar seu ária da vingança é escutar o realismo levado a um extremo e encontrar-se esgotado após escutá-la".
"Se é possível, sua gravação de Ma che vi fece ou stelle é ainda mais inventiva em sua fasear e beleza. Uma das coisas que sempre tenho amado sobre Edda Moser foi a sua valente musicalidade. Quando se trata de árias de bravura, tais como esta, a maioria dos cantores só tomam o conteúdo e o interpretam nas notas e o tom escrito. Não é assim com Edda Moser. Por exemplo, quando chegam a uma frase com arpeggio a maioria das sopranos cantá-las-á como em forma de legato, Moser costuma usar staccati para realçar a figura e sua construção, acentuando o ponto da frase de uma inolvidável maneira.
Nunca estive interessada em fazer uma carreira, só estava interessada em cantar.— Edda Moser num entrevista com Holger Wemhof.
Nesta complicada ária ela faz isto umas quantas vezes e combinado com a sua ideal e sonora voz além do seu grande ataque aos agudos, permitem escutar este disco inumeráveis vezes e ainda encontrar certos toques pessoais do seu canto não percebido antes. Esta é a marca de uma muito especial artista, muito elegante e onde sempre existe a poesia no seu canto. Um momento difícil de esquecer vem após uma secção cerca do final, um sustentado C alto que emite sem ar e que belamente sustenta sem um único tremor, como se o tempo se detivesse, suspende a nota no ar com a ligereza de uma pluma para o ouvido do ouvinte. Nem uma única vez durante este ou outro de suas árias de bravura registada, Moser dá ao ouviente a mais mínima pista da dificuldade de tais proezas nem de sua capacidade quase incrível de saltar a um alto F dentro de uma mesma frase em lugar de isolar à única nota. Se pudesse ter só um registo de Edda Moser que senta que defina sua arte seria este grande rendimento em Ma che vi fece ou stelle.
"Eu estava ainda mais impressionado pelo seu canto nas árias de concerto. Com Edda Moser, Popoli dei Tessaglia é a dramática cena que sempre deveu ser, mas que poucas vezes interpretam desta maneira. Ela viaja através de seu vibrante registo baixo, com uma imaginativa e colorida musicalidade. Quase doze minutos de duração, o ária é um depoimento de sedução e palavras musicais com ascensões aos dois G inevitáveis que são maravilhosamente executadas por Moser. Um não suspeita em todo a peça o exigente que é, quiçá a mais difícil que possa interpretar uma soprano".

## Gravações

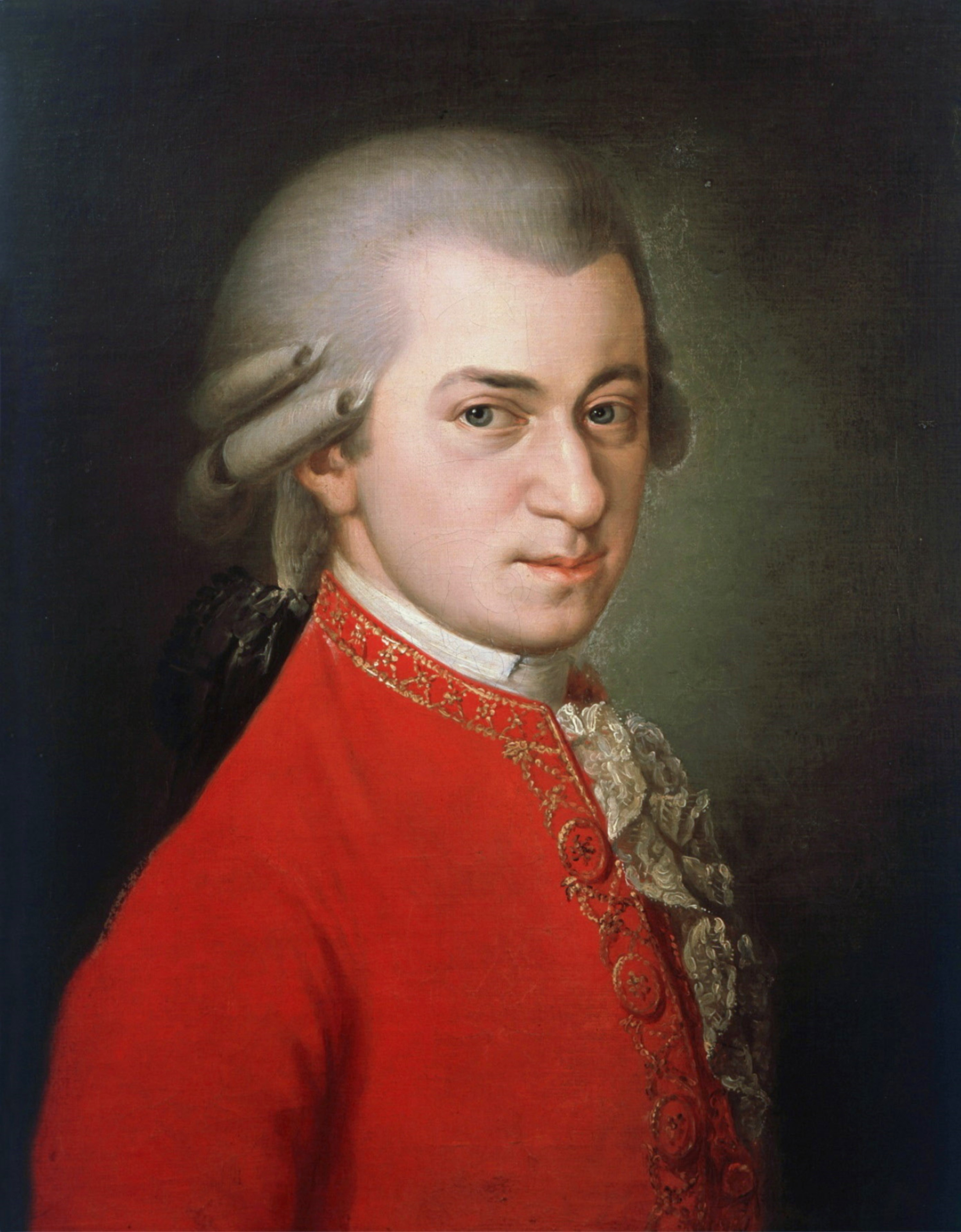
Mozart, o autor mais importante no repertório de Edda Moser

### Óperas e óperetas (gravações de estúdio)
- Beethoven - Leonore - Leonore
- D'Albert - Abreise - Luise
- Gluck - Orfeo ed Euridice - Amor
- Gounod - Faust (em alemão "Margarethe" extractos) - Marguerite
- Humperdinck - Hänsel und Gretel - Knusperhexe
- Kálmán - Gräfin Mariza - Manja
- Lehar - Giuditta - Giuditta
- Lehar - Lustige Witwe - Hanna Glawari
- Leoncavallo - Pagliacci (em alemão "Bajazzo") - Nedda
- Mozart - Apollo et Hyacinthus - Hyacinthus
- Mozart - Dom Giovanni - Donna Anna
- Mozart - Idomeneo - Elettra
- Mozart - Der Schauspieldirektor - Mademoiselle Silberklang
- Mozart - Die Zauberflöte - Königin der Nacht
- Orff - Prometheus - Chorführerin I
- Rameau - Hippolyte et Aricie - prêtresse, chasseresse
- Schubert - Verschworenen - Gräfin Ludmilla
- Schumann - Genoveva - Genoveva
- Ou. Strauss - Walzertraum - Franzi Steingrüber
- Suppé - Boccaccio - Beatrice
- Verdi - Dom Carlo (em alemão, extractos) - Elisabetta
- Wagner - Rheingold, Götterdämmerung - Wellgunde
- Weber - Abu Hassan - Fatime

### Música religiosa
- Bach - Magnificat (BWV 243)
- Beethoven - Missa Solemnis
- Handel - Brockes Passion
- Mozart - Krönungsmesse
- Mozart - Vesperae solennes de confessore

### Árias de concerto e recitais de ópera
- Vários álbuns interpretando árias de concerto de Mozart do selo disqueiro EMI e clássicos de Berlim (com Jeanette Scovotti)
- Mendelssohn - Infelice! Ah, Ritorna, Eta Felice
- öperas-recitais - árias de Tannhauser, Oberon, Ariadne auf Naxos, Alceste, Rinaldo, Iphigenie em Tauride, A Clemenza dei Tito, Münchner Rundfunkorchester, condutor Peter Schneider
- Wagner - árias (Isolde, Brünnhilde) Ljubljana Symphony Orchestra, condutor Anton Nanut

### Lieder
Vários álbuns com EMI interpretando canções de Robert Schumann (Frauenliebe und -leben), Clara Schumann (Drei Lieder nach Friedrich Rückert), Brahms, Wolf (Mignon Lieder), Strauss (Brentano Lieder, Ophelia Lieder), Pfitzner, and Schubert.

### Sinfonias
- Beethoven - 9.ª sinfonia
- Mahler - 8.ª sinfonia

### Vários
- Cavalieri - A Rappresentazione dei Anima e dei Corpo - Vita Mondana
- Henze - Cantatas "Being Beauteous," "Cantata della Fiava Estrema," "Whispers from Heavenly Death"
- Henze - Dás Floß der Medusa - Nadia
- Haydn - Jahreszeiten - Hanne
- Bruno Maderna - Studi per 'Il processo' dei Franz Kafka
- Schumann - Paradies und die Peri - Peri
- Schumann - Dês Sängers Fluch, op.139
- Schumann - Spanisches Liederspiel

### Recitado
- Fairy tais for Christmas por Hans Christian Andersen
- Poems to the Moon (Mondgedichte)

### Gravações ao vivo
- Henze - Novae de infinito laudes
- Mozart - Dom Giovanni - Donna Anna (Met, 1971)
- Mozart - Mitridate - Aspasia
- Verdi - Rigoletto - Gilda
- Wagner - Walküre, first act - Sieglinde

### Antologias
- Great Moments of... Edda Moser [EMI BOX SET]
- Edda Moser singt Mozart EMI 2006

### Entrevistas
Edda Moser im Gespräch mit Holger Wemhof (CD de entrevistas 2006) vem grátis com o CD de EMI Edda Moser singt Mozart

### Videoclip
Sibillando, Ululando de Händel's Teseo, posteado em YouTube por gi1ro2a3mo4.

## Frases
Nunca estive interessada em fazer uma carreira, só estava interessada nos papéis que eu cantava
Do CD de entrevista com Holger Wemhof.